# Nicola Madonna
Nicola Madonna (ur. 31 października 1986 w Alzano Lombardo) – włoski piłkarz występujący na pozycji prawego pomocnika.

## Kariera
Madonna w barwach AlbinoLeffe zadebiutował 15 października 2005 roku w meczu Serie B z Avellino. Łącznie w sezonie 2005/2006 zagrał 11-krotnie w lidze. W sezonie 2006/2007 zagrał natomiast 18 razy, zaś rok później 19. 14 października 2007 roku w przegranym 3:2 meczu z Pisy Calcio strzelił pierwszą bramkę w zawodowej karierze. W sezonie 2008/2009 rozegrał już 34 mecze w Serie B oraz zdobył sześć goli. Następnie trafił do Atalanty BC.
W Serie A zadebiutował 30 sierpnia w meczu z Genoą. Pod koniec stycznia 2010 roku został wypożyczony do Vicenzy Calcio.